# Кудикин, Михаил Тихонович
Михаил Тихонович Кудикин (1917, Грязи, Липецкий уезд — 1972, Калининград) — советский хозяйственный, государственный и политический деятель.

## Биография
Родился в 1917 году в Грязях. Член КПСС.
С 1941 года — на хозяйственной, общественной и политической работе. В 1941—1972 гг. — мастер на заводах в Калининграде Московской области, г. Перми, Свердловске, второй секретарь Октябрьского райкома ВКП(б) города Калининграда, секретарь Калининградского горкома КПСС, заведующий отделом Калининградского обкома КПСС, первый секретарь Калининградского горкома КПСС, секретарь Калининградского обкома КПСС.
Делегат XXI съезда КПСС.
Умер в Калининграде в 1972 году.